# Hartwig Löger
Hartwig Löger (Selzthal, 15 de julio de 1965) es un político austríaco, miembro del Partido Popular de Austria (ÖVP).
Desde el 18 de diciembre de 2017, Löger se desempeñó como Ministro de Finanzas en el gobierno de coalición del Canciller Sebastian Kurz.
El 22 de mayo de 2019 fue nombrado Vicecanciller de Austria tras la renuncia de Heinz-Christian Strache.
El 28 de mayo de 2019 asume como Canciller de Austria después de que el excanciller Sebastian Kurz fuera destituido por una moción de censura promovida en el Consejo Nacional de Austria.